# Hawker Siddeley P.1017
El Hawker Siddeley P.1017 fue un concepto propuesto de caza de ataque con capacidad VTOL de la RAF/Fleet Air Arm.

## Diseño y desarrollo
En 1962, Hawker Siddeley desarrolló un diseño para el avión de ataque con base en portaaviones de despegue y aterrizaje corto/vertical P.1017 para posiblemente reemplazar o complementar al Blackburn Buccaneer. El diseño iba a utilizar alas de geometría variable, motores de sustentación instalados en las secciones de morro y de cola del fuselaje, y góndolas de los motores principales con una tobera que podía desviarse para cambiar la vectorización del empuje. El avión tenía una cola en forma de T, aunque también se desarrolló una versión con cola en V

## Aeronaves relacionadas

### Secuencias de designación
- Secuencia P._ (interna de Hawker): ← P.1014 - P.1015 - P.1016 - P.1017 - P.1018 - P.1019 - P.1020 →